# Mijajlo Marsenić
Mijajlo Marsenić (serbisch-kyrillisch Мијајло Марсенић; * 9. März 1993 in Berane) ist ein serbischer Handballspieler. Er steht beim deutschen Verein Füchse Berlin unter Vertrag.

## Karriere
Marsenić begann seine Profikarriere bei RK Partizan Belgrad, mit denen er 2011 und 2012 serbischer Meister und 2012 und 2013 serbischer Pokalsieger wurde.
Nach einer Saison bei RK Metalurg Skopje wechselte er zu RK Vardar Skopje. Mit Vardar wurde er von 2016 bis 2018 mazedonischer Pokalsieger und Meister. 2017 gewann er die EHF Champions League. Die SEHA-Liga konnte er 2017 und 2018 gewinnen.
Zur Saison 2018/19 wechselt er zum deutschen Bundesligisten Füchse Berlin. Mit den Füchsen gewann er die EHF European League 2022/23. Den DHB-Supercup 2024 konnte er mit den Füchsen mit 32:30 gegen den SC Magdeburg gewinnen, Marsenić erzielte 4 Tore.
In der Saison 2024/25 gewann er mit den Füchsen den ersten Meistertitel der Vereinsgeschichte. In der EHF Champions League 2024/25 erreichte er mit Berlin erstmals das Endspiel, in dem man dem SC Magdeburg mit 26:32 unterlag.
Mit der serbischen Nationalmannschaft nahm Marsenić an den Weltmeisterschaften 2013 und 2019 sowie den Europameisterschaften 2016, 2018 und 2020 teil.

## Bundesligabilanz
| Saison  | Verein        | Spielklasse | Spiele | Tore | 2min Strafen | Rote Karten |
| ------- | ------------- | ----------- | ------ | ---- | ------------ | ----------- |
| 2018/19 | Füchse Berlin | Bundesliga  | 28     | 70   | 20           | 4           |
| 2019/20 | Füchse Berlin | Bundesliga  | 25     | 72   | 17           | 2           |
| 2020/21 | Füchse Berlin | Bundesliga  | 38     | 116  | 31           | 0           |
| 2021/22 | Füchse Berlin | Bundesliga  | 33     | 113  | 27           | 1           |
| 2022/23 | Füchse Berlin | Bundesliga  | 33     | 108  | 27           | 1           |
| 2023/24 | Füchse Berlin | Bundesliga  | 33     | 113  | 29           | 4           |
| 2024/25 | Füchse Berlin | Bundesliga  | 34     | 100  | 26           | 1           |
| 2018–   | gesamt        | Bundesliga  | 224    | 692  | 177          | 13          |